# Esther Paniagua

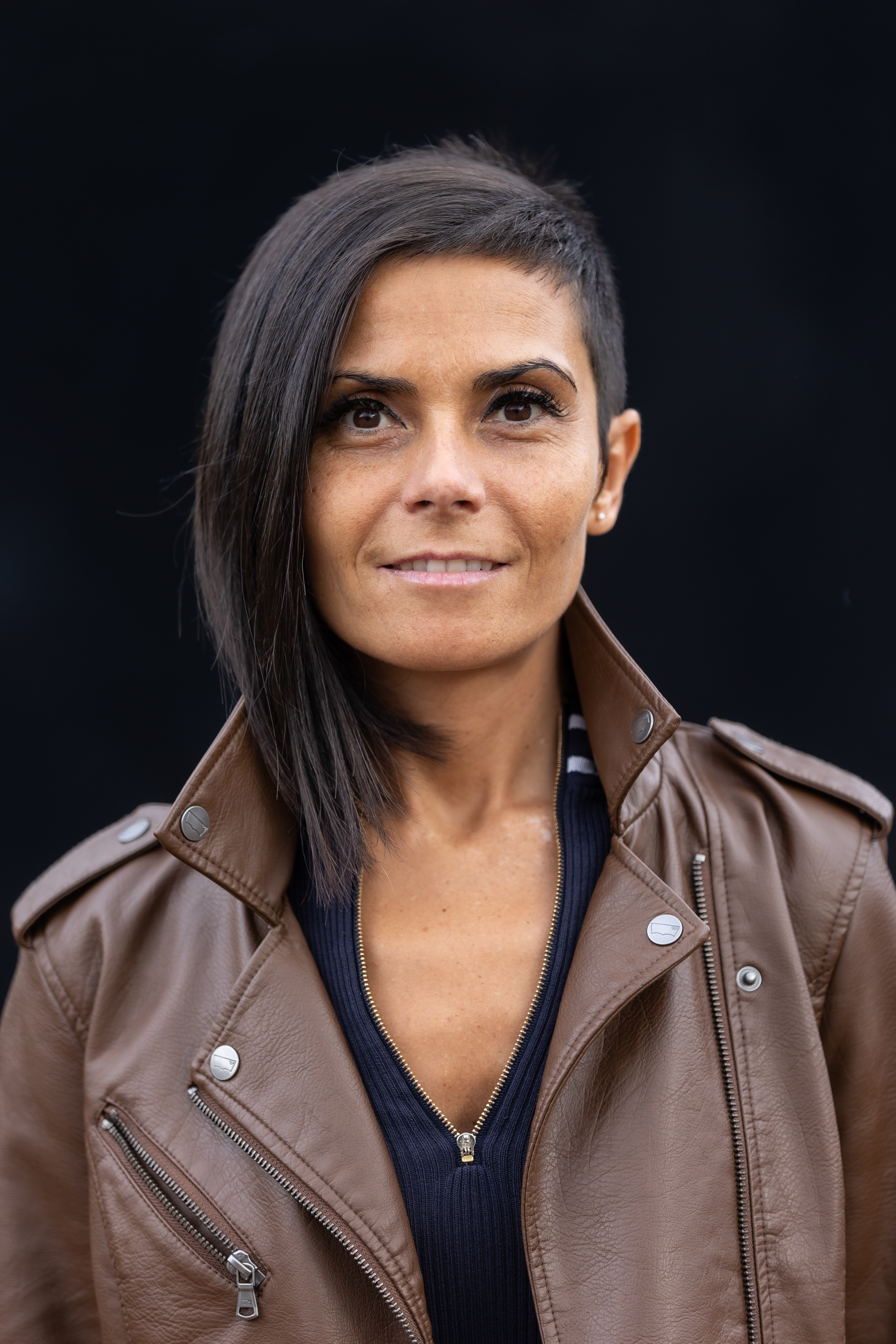
Esther Paniagua, 2022

Esther Paniagua Gómez (* 1986 in Madrid) ist eine spanische freie Journalistin und Autorin, die auf Wissenschaft und Technologie spezialisiert ist.

## Leben
Paniagua veröffentlicht in El País, El Español, InfoLibre oder Muy Interesante und ist als eine der besten Wissenschaftsjournalistinnen Europas anerkannt. 2019 und 2020 war sie eine der „Top 100 weiblichen Führungskräfte Spaniens“. Außerdem wurde sie in der Liste „100 Most Creative People in Business“ der Zeitschrift Forbes España aufgenommen. Für ihre Arbeit als Journalistin in den oben genannten Bereichen wurde sie mit zahlreichen Auszeichnungen geehrt (Accenture, Roche, Vodafone, ABSW …).
Sie lehrt im Masterstudium Journalistische Recherche, Zeitgenössische Prosa, Datenmanagement, Fact-Checking und Transparenz an der Universität Rey Juan Carlos (Madrid) und der Fundación Maldita, aber auch in anderen Lehrprogrammen, die mit Journalismus, digitaler Kommunikation oder künstlicher Intelligenz zu tun haben. Sie arbeitet auch national und international als Coach, Referentin und Moderatorin  und als Beraterin für verschiedene Think Tanks, Vereine und Organisationen. Auch arbeitet sie für unterschiedliche gemeinnützige Organisationen wie MujeresTech oder der Fundación Banco Sabadell.
Paniagua war Mitverfasserin eines Essays über Berufsorientierung, Diferencia(te) (2015, Edebé) und eines Buches über 100 bahnbrechende spanische Frauen, No me cuentes cuentos (2020, Montena), mit der Erzählung „SuperMariana, la guerrera que venció a Alergia“. Sie schrieb auch die beiden Berichte Inteligencia Artificial, Big Data, el poder de los datos y Modelos de Negocio Disruptivos (bei Future Trends Forum, Fundación Innovación Bankinter). 2021 erschien ihr erstes eigenes Buch, Error 404 ¿Preparados para un mundo sin internet?, im Penguin Verlag.
Esther Paniagua Gómez ist auch Jurymitglied für zahlreiche Preise und Wettbewerbe.

## Werke
- Diferencia(te) (2015, Edebé)
- No me cuentes cuentos (2020, Montena)
- Error 404: ¿Preparados para un mundo sin internet? (2021, Penguin)
  - Error 404. Der Ausfall des Internets und seine Folgen für die Welt, übersetzt von Marlene Fleißig u. Thomas Stauder. Hoffmann und Campe, Hamburg 2022, ISBN 978-3-455-01437-2